# Vukojevci
Vukojevci – wieś w Chorwacji, w żupanii osijecko-barańskiej, w mieście Našice. W 2011 roku liczyła 914 mieszkańców.